# Гончар та горщик
«Гончар та горщик» — радянський художній фільм 1990 року, знятий режисером Георгієм Бзаровим на студії «ІНСОН».

## Сюжет
Музична притча за мотивами східного фольклору. Герой фільму — гончар, який вирішив зліпити собі з глини друга і помічника. Його творіння знайшло життя. Але вийшов мерзопакостний суб'єкт, який повністю підпорядкував собі гончаря й почав з його допомогою творити навколо зло і безчестя. Жадібним і підступним виявився цей «глиняний друг», який приніс чимало горя людям. А вся справа в тому, що гончар забув дати йому серце, здатне любити і співчувати…

## У ролях
- Закір Мумінов — гончар
- Аброр Турсунов — Горщик
- Обід Асомов — Хусан, шахрай і дурисвіт
- Сабіт Асомов — Хасан, шахрай і дурисвіт
- Мастура Джаббарова — дочка чайханника
- Гульчехра Джамілова — бабуся гончаря
- Хайрулла Сагдієв — чайханник
- Анвар Кенджаєв — рибалка
- Клара Джалілова — господиня гарему Горщика
- Анатолій Кабулов — дідусь із онуком

## Знімальна група
- Режисер — Георгій Бзаров
- Сценаристи — Анатолій Галієв, Павло Георгіаді
- Оператор — Хамідулла Хасанов
- Композитор — Євген Ширяєв
- Художники — Анна Шамзіні, Євген Бараускас